# Hîrtop
Hîrtop (ros. Гыртоп, Gyrtop) – wieś w Mołdawii (Naddniestrzu), w rejonie Grigoriopol, siedziba gminy o tej samej nazwie. W 2004 roku liczyła 773 mieszkańców.

## Położenie
Miejscowość znajduje się na lewym brzegu Dniestru, pod faktyczną administracją Naddniestrza, w odległości 15 km od Grigoriopola i 65 km od Kiszyniowa.

## Historia
Po raz pierwszy wieś Hîrtop została wspomniana w 1877 roku. W okresie sowieckim zorganizowano tu kołchoz. We wsi otwarto 8-letnią szkołę, klub z instalacją kinową, bibliotekę, warsztaty usług społecznych, pocztę, przedszkole oraz sklep.

## Demografia
Według danych spisu powszechnego w Naddniestrzu w 2004 roku wieś liczyła 773 mieszkańców, z czego większość, 488 osób, stanowili Mołdawianie.